# Hystrix (animal)
Hystrix es un género de roedores histricomorfos de la familia Hystricidae que incluye varias especies de puercoespines distribuidos por el Viejo Mundo.

## Taxonomía
Se reconocen las siguientes especies:
- Género Hystrix
  - Subgénero Hystrix
    - Hystrix africaeaustralis
    - Hystrix cristata
    - Hystrix indica

  - Subgénero Acanthion
    - Hystrix brachyura
    - Hystrix javanica

  - Subgénero Thecurus
    - Hystrix crassispinis
    - Hystrix pumila
    - Hystrix sumatrae